# Anagrus japonicus
Anagrus japonicus är en stekelart som beskrevs av Sahad 1982. Anagrus japonicus ingår i släktet Anagrus och familjen dvärgsteklar. Inga underarter finns listade i Catalogue of Life.